# Tindur (Eysturoy)
Tindur (Eysturoy) è una montagna alta 503 metri sul mare situata sull'isola di Eysturoy, nell'arcipelago delle Isole Fær Øer, in Danimarca.